# リック・デュファイ
リック・デュファイ（Rick Dufay、1952年2月2日 - ）はアメリカ合衆国のギタリスト。元エアロスミスのメンバー。1982年8月、ブラッド・ウィットフォードの一時脱退に伴い、代替メンバーとして加入。1984年脱退。父親は俳優のリチャード・ネイ、娘はミンカ・ケリー。

## 概要
1982年にエアロスミスに加入。アルバム「美獣乱舞」とその後のツアーにも参加した。1984年、ブラッドの再加入に伴い、ジミー・クレスポとともに脱退した。
2012年のミュージック・フロム・アナザー・ディメンション!にゲスト参加。およそ30年ぶりのことだった。